# Pleziomorfie și simpleziomorfie

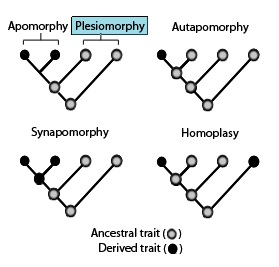
Filogenii care arată terminologia folosită pentru a descrie diferite modele de stări de trăsături ancestrale și derivate.

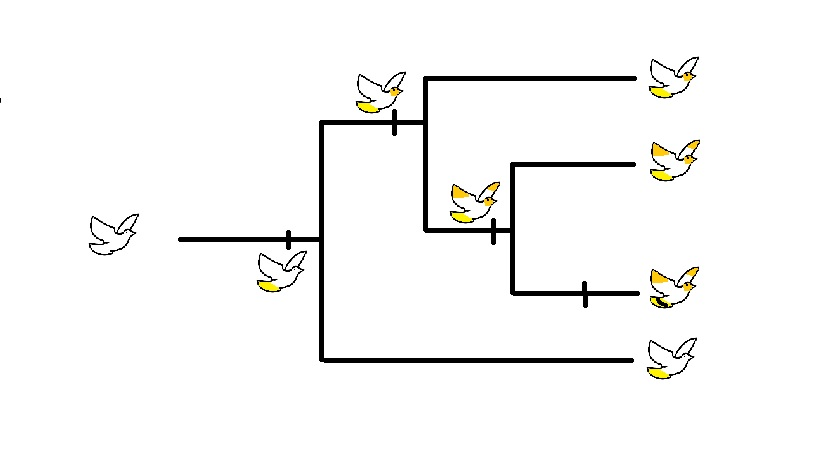
Cladogramă imaginară. Masca galbenă este o pleziomorfie pentru fiecare specie vie (astfel) mascată, deoarece este ancestrală. Este, de asemenea, o simpleziomorfie pentru acestea. Dar pentru cele patru specii vii în ansamblu, este o apomorfie deoarece nu este ancestrală pentru toate. Coada galbenă este o pleziomorfie și o simpleziomorfie pentru toate speciile vii.

În filogenetică, o pleziomorfie („forma apropiată”) și simpleziomorfie sunt sinonime pentru un caracter ancestral împărtășit de toți membrii unei anumite clade, care nu deosebește clada de alte clade.
Pleziomorfia, simpleziomorfia, apomorfia și sinapomorfia, toate înseamnă o trăsătură împărtășită între specii, deoarece acestea împărtășesc o specie ancestrală.
Caracteristicile (sau caracterele) apomorfe și sinapomorfe transmit multe informații despre cladele evolutive și pot fi folosite pentru a defini taxonii. Cu toate acestea, caracteristicile pleziomorfe și simpleziomorfe nu pot.
Termenul de simpleziomorfie a fost introdus în 1950 de entomologul german Willi Hennig.

## Exemple
O coloană vertebrală este o trăsătură pleziomorfă împărtășită de păsări și mamifere și nu ajută la plasarea unui animal într-una sau alta dintre aceste două clade. Păsările și mamiferele împărtășesc această trăsătură, deoarece ambele clade descind din același strămoș îndepărtat. Alte clade, de exemplu șerpi, șopârle, țestoase, pești, broaște, toate au coloană vertebrală și niciuna nu este nici pasăre, nici mamifer.
A fi un hexapod este o trăsătură pleziomorfă împărtășită de furnici și gândaci și nu ajută la plasarea unui animal într-una sau alta dintre aceste două clade. Furnicile și gândacii împărtășesc această trăsătură, deoarece ambele clade descind din același strămoș îndepărtat. Alte clade, de exemplu insecte, muște, albine, afide și multe alte clade, toate sunt hexapode și niciuna nu este nici furnică, nici gândac.
Penele sunt o sinapomorfie pentru plasarea oricărei specii vii în clada păsărilor, părul este o sinapomorfie pentru plasarea oricărei specii vii în clada mamiferelor, elitrele sunt o sinapomorfie pentru plasarea oricărei specii vii în clada gândacului, iar glanda metapleurală este o sinapomorfie pentru plasarea oricărei specii vii în clada furnicilor.
Elitrele sunt pleziomorfe între cladele de gândaci, de exemplu, nu disting gândacii de bălegar de gândacii cu coarne.
Rețineți că unele specii de mamifere și-au pierdut părul, așa că absența părului nu exclude o specie de a fi mamifer. O altă sinapomorfie a mamiferelor este laptele. Toate mamiferele produc lapte și nicio altă clădă nu conține animale care produc lapte. Penele și laptele sunt, de asemenea, apomorfii.

## Discuție
Toți acești termeni sunt prin definiție relativi, prin aceea că o trăsătură poate fi o pleziomorfie într-un context și o apomorfie într-un altul, de exemplu, a avea o coloană vertebrală este pleziomorfă între păsări și mamifere, dar este apomorfă între acestea și insecte. Adică păsările și mamiferele sunt vertebrate pentru care coloana vertebrală este o caracteristică sinapomorfă definitorie, în timp ce insectele sunt nevertebrate pentru care absența unei coloane vertebrale este o caracteristică definitorie.
Speciile nu trebuie grupate doar după asemănarea morfologică sau genetică. Deoarece un caracter pleziomorf moștenit de la un strămoș comun poate apărea oriunde într-un arbore filogenetic, prezența lui nu dezvăluie nimic despre relațiile din cadrul arborelui.  Astfel, gruparea speciilor necesită distingerea stărilor de caracter ancestral (numit uneori caracter primitiv) de cele derivate. 
Un exemplu este termoreglarea în Sauropsida, care este clada care conține șopârle, țestoase, crocodili și păsări. Șopârlele, țestoasele și crocodilii sunt ectoterme (cu sânge rece), în timp ce păsările sunt endoterme (cu sânge cald). A fi cu sânge rece este simpleziomorf pentru șopârle, țestoase și crocodili, dar aceștia nu formează o cladă, deoarece crocodilii sunt mai înrudiți cu păsările decât cu șopârlele și țestoasele. Astfel, folosirea sângelui rece ca trăsătură apomorfă pentru a grupa crocodilii cu șopârle și broaște țestoase ar fi o eroare și, prin urmare, este o trăsătură pleziomorfă împărtășită de aceste trei clade datorită strămoșilor lor comuni îndepărtați. 